# Laci Mosley
Laci Mosley (Terrell, 4 luglio 1991) è un'attrice, doppiatrice e modella statunitense, nota per aver interpretato il ruolo di Harper Bettencourt nel revival della serie iCarly.

## Biografia
Laci Mosley è nata il 4 luglio 1991 a Terrell, nella Contea di Kaufman, in Texas (Stati Uniti d'America), è cresciuta a Dallas. Inoltre, si identifica come bisessuale.

## Carriera

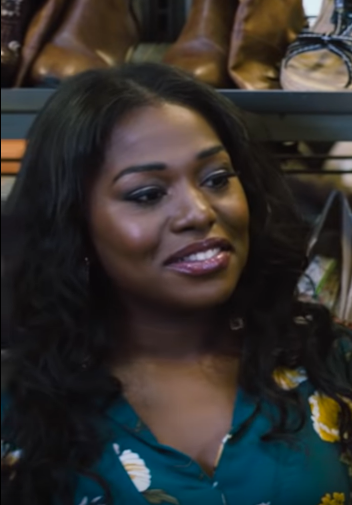
Laci Mosley nel 2018 durante la sua partecipazione al game show Thrift Haul.

Laci Mosley ha frequentato la Liberty High School di Frisco, in Texas, ed è stata coinvolta in diversi gruppi del campus. Si è laureata presso l'Università di Pittsburgh. Dopo essersi laureata, ha vissuto a New York per due anni, poi si è trasferita a Los Angeles per dedicarsi alla recitazione. Nel 2018 ha partecipato al game show Thrift Haul e nel 2021 in Wait Wait... Don't Tell Me!.

### Recitazione
Laci Mosley nel 2014 ha ricoperto il ruolo di Mollie Smith nella serie History Detectives. L'anno successivo, nel 2015, ha interpretato il ruolo di Jamie nella serie First Dates. Nel 2017 ha recitato nelle serie Hacking High School e in I Want My Phone Back. L'anno successivo, nel 2018, ha recitato nella serie Insecure, e nei cortometraggi Poop diretto da Greg Smith, in 100 Girls Breakup with Us diretto da Esau Hamadanyan e in Foxes diretto da Tristan Taylor.
Nel 2019 ha recitato nel cortometraggio 007: Diva Cup diretto da Chuck Maa. Nello stesso anno ha ricoperto il ruolo di Jayla nella serie Florida Girls e quello di Violet nel film The Wedding Year diretto da Robert Luketic. Nel 2019 e nel 2020 ha interpretato il ruolo di Sharon nella serie Single Parents. Nel 2020 ha ricoperto il ruolo di Honeydew nella serie Better Call Saul. Nello stesso anno ha interpretato il ruolo di Rapunsale nella serie podcast Hello from the Magic Tavern.
Nel 2021 ha recitato nelle serie podcast A Black Lady Sketch Show, in The Neighborhood Listen e in We Stay Looking ed ha anche doppiato nella serie podcast The Neighborhood Listen. Nel 2021 è stata scelta per interpretare il ruolo di Harper Bettencourt nel revival della serie iCarly. Nel 2022 ha recitato nelle serie Kenan (nel ruolo Rachelle), in Little Demon e in Scroll Wheel of Time ed ha anche recitato nella serie podcast Self Center. Nel 2022 e nel 2023 ha interpretato il ruolo di Brookie nella serie Lopez vs. Lopez. Nel 2023 ha ricoperto il ruolo di Marisol nel film The Out-Laws - Suoceri fuorilegge (The Out-Laws) diretto da Tyler Spindel. 

### Altri lavori
Laci Mosley nel settembre 2019 ha creato il podcast Scam Goddess, prodotto da Earwolf, dove discute con altri ospiti comici di contro storici e moderni. Il nome deriva da un soprannome che le è stato dato dai conduttori del podcast The Daily Zeitgeist a causa delle sue frequenti ricerche su Internet su casi di truffa e frode. Gli argomenti trattati includono il Fyre Festival e le affermazioni di Hilaria Baldwin di essere di origine spagnola. Il podcast è stato consigliato da Vox e Vulture. Nell'ottobre 2020, il podcast è stato scelto per la co-produzione dalla società di Conan O'Brien, Team Coco, insieme a Earwolf. Ha ricevuto due Webby Award e un iHeartRadio Podcast Award per Scam Goddess.

## Filmografia

### Attrice

#### Cinema
- The Wedding Year, regia di Robert Luketic (2019)
- The Out-Laws - Suoceri fuorilegge (The Out-Laws), regia di Tyler Spindel (2023)

#### Televisione
- History Detectives – serie TV (2014)
- First Dates – serie TV (2015)
- Hacking High School – serie TV (2017)
- I Want My Phone Back – serie TV (2017)
- Insecure – serie TV (2018)
- Florida Girls – serie TV (2019)
- Single Parents – serie TV (2019-2020)
- Better Call Saul – serie TV (2020)
- Hello from the Magic Tavern – serie podcast (2020)
- A Black Lady Sketch Show – serie TV (2021)
- The Neighborhood Listen – serie podcast (2021)
- We Stay Looking – serie podcast (2021)
- iCarly – serie TV (2021-2023)
- Kenan – serie TV (2022)
- Self Center – serie podcast (2022)
- Little Demon – serie TV (2022)
- Scroll Wheel of Time – serie TV (2022)
- Lopez vs. Lopez – serie TV (2022-2023)

#### Cortometraggi
- Poop, regia di Greg Smith (2018)
- 100 Girls Breakup with Us, regia di Esau Hamadanyan (2018)
- Foxes, regia di Tristan Taylor (2018)
- 007: Diva Cup, regia di Chuck Maa (2019)

### Doppiatrice

#### Televisione
- The Neighborhood Listen – serie podcast (2021)

## Programmi televisivi
- Thrift Haul – game show (2018)
- Wait Wait... Don't Tell Me! – game show (2021)

## Doppiatrici italiane
Nelle versioni in italiano dei suoi film e delle sue serie TV, Laci Mosley è stata doppiata da:
- Debora Magnaghi[22] in iCarly[23]
- Erica Necci[24] in The Out-Laws - Suoceri fuorilegge[25]
- Loretta Di Pisa in Single Parents